# Anaxibia difficilis
Anaxibia difficilis är en spindelart som först beskrevs av Kraus 1960.  Anaxibia difficilis ingår i släktet Anaxibia och familjen kardarspindlar.
Artens utbredningsområde är São Tomé. Inga underarter finns listade i Catalogue of Life.